# Mimi Michaels
Mimi Michaels (* 22. Februar 1983 in Great Neck, Nassau County, New York) ist eine US-amerikanische Schauspielerin.

## Leben und Karriere
Mimi Michaels stammt aus Great Neck, im US-Bundesstaat New York. Sie besuchte die LaGuardia High School of Performing Arts in New York City. Auf Empfehlung ihres Highschooldekans schlug sie ein Studium an der State University of New York aus und zog stattdessen nach Los Angeles, um dort Fuß in der Schauspielerei zu fassen.
Neben ersten Schauspieljobs in Los Angeles studierte sie parallel dazu Englische Literatur an der University of Southern California, die sie mit einem Master abschloss. Erste Auftritte vor der Kamera absolvierte Michaels bereits im Alter von vier Jahren für Werbespots. Ein Teil ihrer Familie entstammt ebenfalls der Darstellenden Kunst. So waren ihre Großeltern beide Theaterdarsteller und ihr älterer Bruder Fred Michaels arbeitet für Filmproduktionsfirmen und als Autor.
Ihre erste Schauspielrolle übernahm Michaels 1991, im Alter von sieben Jahren, bei einem Auftritt bei Saturday Night Live. Seitdem ist sie regelmäßig als Gastdarstellerin in US-Serien zu sehen, darunter Law & Order, Polizeibericht Los Angeles, Without a Trace – Spurlos verschwunden, Six Feet Under – Gestorben wird immer, Shark, Criminal Minds, CSI: Vegas, Bones – Die Knochenjägerin, Castle, StartUp, Shades of Blue oder Blue Bloods – Crime Scene New York. 2016 spielte sie eine kleine Nebenrolle als Fiona in Quantum Break.
Neben ihren Serienauftritten übernahm Michaels auch immer wieder Rolle in Filmen, etwa als titelgebende Figur in Aimee Semple McPherson 2006 oder als Lindsey eine der Hauptrollen in Boogeyman 3 2009. Weitere Auftritte folgten in Gamer, Chromeskull: Laid to Rest 2 oder Dope.

## Filmografie (Auswahl)
- 1991: Saturday Night Live (eine Episode)
- 1995: All My Children (Fernsehserie, eine Episode)
- 1996, 2001: Law & Order (Fernsehserie, 2 Episoden, verschiedene Rollen)
- 1997: Feds (Fernsehserie, Episode 1x03)
- 2003: Lady Cops – Knallhart weiblich (The Division, Fernsehserie, Episode 3x04)
- 2003: Polizeibericht Los Angeles (Dragnet, Fernsehserie, Episode 1x02)
- 2003: Without a Trace – Spurlos verschwunden (Without a Trace, Fernsehserie, Episode 1x19)
- 2005: Six Feet Under – Gestorben wird immer (Six Feet Under, Fernsehserie, Episode 5x03)
- 2006: Aimee Semple McPherson
- 2006: Shark (Fernsehserie, Episode 1x01)
- 2006: Criminal Minds (Fernsehserie, Episode 2x07)
- 2008: Jasper Park – Ausflug in den Tod (Backwoods, Fernsehfilm)
- 2008: Boogeyman 3
- 2009: CSI: Vegas (CSI: Crime Scene Investigation, Fernsehserie, Episode 9x10)
- 2009: Meteoriten – Apokalypse aus dem All (Meteor, Fernsehzweiteiler)
- 2009: Die nackte Wahrheit (The Ugly Truth)
- 2009: Gamer
- 2010: Our Family Wedding
- 2010: Bones – Die Knochenjägerin (Bones, Fernsehserie, Episode 6x04)
- 2010: Savage County (Fernsehfilm)
- 2011: Chromeskull: Laid to Rest 2
- 2012: Castle (Fernsehserie, Episode 4x12)
- 2013: Chosen (Fernsehserie, Episode 1x04)
- 2013: 666 Park Avenue (Fernsehserie, Episode 1x13)
- 2013: Orenthal: The Musical
- 2015: Dope
- 2015: Relentless Justice
- 2016: Quantum Break (Fernsehserie, 4 Episoden)
- 2016: StartUp (Fernsehserie, 2 Episoden)
- 2017: Shades of Blue (Fernsehserie, 3 Episoden)
- 2018: Blue Bloods – Crime Scene New York (Blue Bloods, Fernsehserie, Episode 8x18)
- 2019: Chicago P.D. (Fernsehserie, Episode 6x20)
- 2021: FBI: Most Wanted (Fernsehserie, Episode 2x05)